# Internationaux de Strasbourg 1995
L'Internationaux de Strasbourg 1995 è stato un torneo di tennis giocato sulla terra rossa.
È stata la 9ª edizione del Internationaux de Strasbourg, che fa parte della categoria Tier III nell'ambito del WTA Tour 1995. Si è giocato a Strasburgo in Francia, dal 22 al 28 maggio 1995.

## Campionesse

### Singolare
Lindsay Davenport ha battuto in finale  Kimiko Date con il punteggio di 3–6, 6–1, 6–2

### Doppio
Lindsay Davenport /  Mary Joe Fernández hanno battuto in finale  Sabine Appelmans /  Miriam Oremans con il punteggio di 6–2, 6–3